# Pacte Internacional dels Drets Econòmics, Socials i Culturals

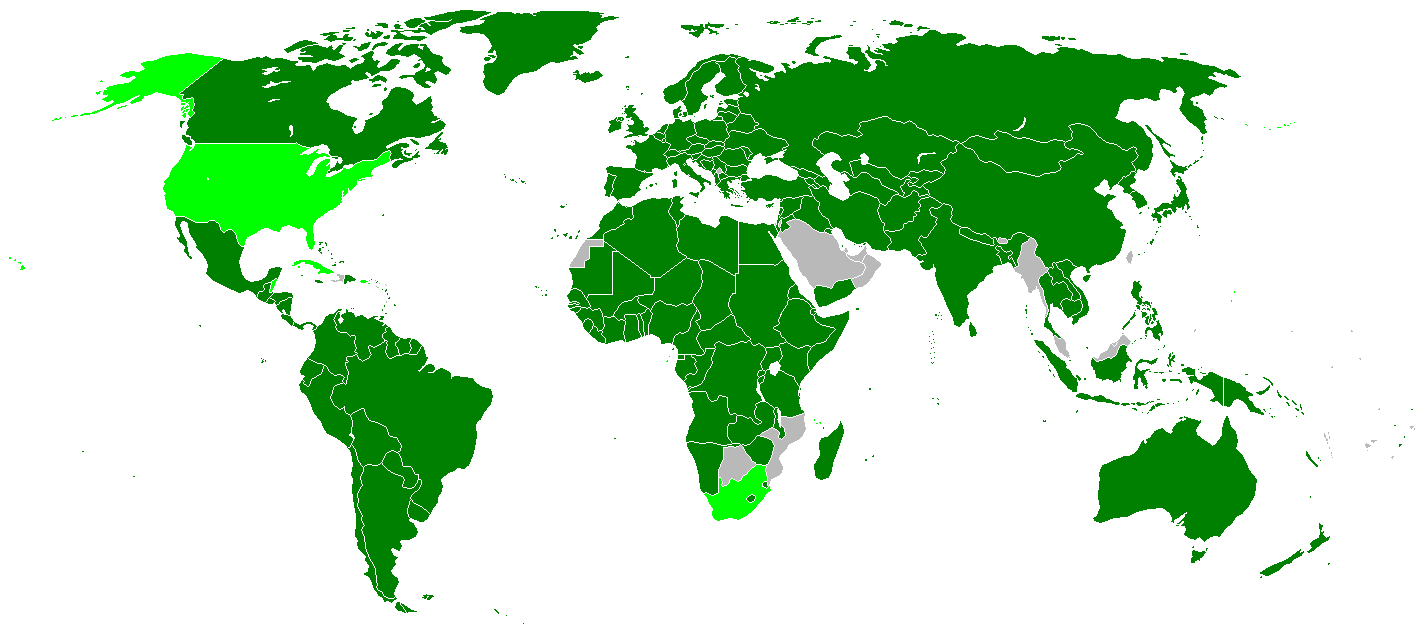
Estats part i signats pel Pacte:
Signat i ratificat
Signat però no ratificat
Ni signat ni ratificat

El Pacte Internacional dels Drets Econòmics, Socials i Culturals, PIDESC (ICESCR, per la seva sigla en anglès) és un tractat multilateral general que reconeix drets de segona generació i estableix mecanismes per a la seva protecció i garantia. Va ser adoptat per l'Assemblea General de les Nacions Unides mitjançant la Resolució 2200 A (XXI), de 16 de desembre de 1966 i va entrar en vigor el 3 de gener de 1976. Les parts es comprometen a treballar per a la concessió dels drets econòmics, socials i culturals de les persones, inclosos els drets laborals i els drets a la salut, l'educació i un nivell de vida adequat. Al desembre de 2008, el Pacte va tenir 160 membres. Altres sis països havien firmat, però encara no han ratificat el Pacte.
El Pacte és part de la Carta de les Nacions Unides, junt amb la Declaració Universal dels Drets Humans i el Pacte Internacional dels Drets Civils i Polítics, inclosa l'última del Primer i Segon Protocols Facultatius.
El Pacte és supervisat pel Comitè de Drets Econòmics, Socials i Culturals de les Nacions Unides.

## Gènesis
El PIDESC té les seves arrels en el mateix procés que va conduir a la Declaració Universal dels Drets Humans. A la Conferència de San Francisco de 1945 s'havia proposat una "Declaració sobre els drets essencials de l'home" que va donar lloc a la fundació de les Nacions Unides, i el Consell Econòmic i Social va rebre l'encàrrec de redactar-la. Al principi del procés, el document es va dividir en una declaració que estableix els principis generals dels drets humans i una convenció o pacte que conté compromisos vinculants. La primera va evolucionar cap a la DUDH i va ser adoptada el 10 de desembre de 1948.
La redacció de la convenció va continuar, però hi havia diferències significatives entre els membres de l'ONU sobre la importància relativa dels drets civils i polítics negatius versus els drets econòmics, socials i culturals positius. Això va fer que finalment la convenció es dividís en dos pactes separats, "un per contenir els drets civils i polítics i l'altre per contenir els drets econòmics, socials i culturals". Els dos pactes havien de contenir tantes disposicions semblants com fos possible i s'havien d'obrir a la signatura simultàniament. Cadascun inclouria també un article sobre el dret de tots els pobles a l'autodeterminació.
El primer document es va convertir en el Pacte Internacional de Drets Civils i Polítics, i el segon en el Pacte Internacional de Drets Econòmics, Socials i Culturals. Els esborranys van ser presentats a l'Assemblea General de l'ONU per a la seva discussió el 1954 i adoptats el 1966.

## Resum
El Pacte segueix l'estructura de la DUDH i el PIDCP, amb un preàmbul i trenta-un articles, dividits en cinc parts.

### Primera part
La part 1 (article 1) reconeix el dret de tots els pobles a l'autodeterminació, inclòs el dret a "determinar lliurement el seu estatus polític", perseguir els seus objectius econòmics, socials i culturals, i gestionar i disposar dels seus propis recursos. Reconeix un dret negatiu d'un poble a no ser privat dels seus mitjans de subsistència, i imposa l'obligació a aquelles parts encara responsables de territoris no autogovernats i de confiança (colònies) d'encoratjar i respectar la seva autodeterminació.

### Segona part
La part 2 (articles 2-5) estableix el principi de "realització progressiva". També exigeix que els drets siguin reconeguts "sense discriminació de cap mena per raça, color, sexe, llengua, religió, opinió política o d'un altre tipus, origen nacional o social, propietat, naixement o qualsevol altra condició". Els drets només poden ser limitats per llei, d'una manera compatible amb la naturalesa dels drets, i només amb la finalitat de "promoure el benestar general en una societat democràtica".

### Tercera part
La part 3 (articles 6 a 15) enumera els mateixos drets. Aquests inclouen els drets següents:
- a treballar, en «condicions justes i favorables»,[16] amb dret a formar sindicats i afiliar-se (articles 6, 7 i 8);
- a la protecció social, inclosa la seguretat social (article 9);
- a la vida familiar, inclòs el permís parental retribuït i la protecció dels fills (article 10);
- a un nivell de vida adequat, incloent-hi l'alimentació, la roba i l'habitatge adequats, i la "millora contínua de les condicions de vida" (article 11);
- a la salut, concretament "el nivell més alt possible de salut física i mental" (article 12);
- a l'educació, inclosa l'educació primària universal gratuïta, l'educació secundària generalment disponible i l'educació superior igualment accessible. Això hauria d'anar encaminat a "el ple desenvolupament de la personalitat humana i el sentit de la seva dignitat"[17] i permetre que totes les persones participin efectivament en la societat (articles 13 i 14);
- a la participació en la vida cultural (article 15).

Com que els drets negatius i positius són drets que obliguen a l'acció (drets positius) o a la inacció (drets negatius), molts d'aquests drets esmentats inclouen accions específiques que s'han de dur a terme per realitzar-los, ja que són drets econòmics, socials i culturals positius que van més enllà dels drets negatius civils i polítics relativament inactius.

### Quarta part
La part 4 (articles 16 a 25) regula l'informe i el seguiment del Pacte i les mesures adoptades per les parts per implementar-lo. També permet que l'òrgan de seguiment –originalment el Consell Econòmic i Social de les Nacions Unides– ara el Comitè de Drets Econòmics, Socials i Culturals  faci recomanacions generals a l'Assemblea General de les Nacions Unides sobre les mesures adequades per fer realitat els drets (article 21).

### Cinquena part
La part 5 (articles 26 a 31) regula la ratificació, l'entrada en vigor i l'esmena del Pacte.

## Protocol opcional
El Protocol facultatiu del Pacte Internacional de Drets Econòmics, Socials i Culturals és un acord secundari al Pacte que permet a les seves parts reconèixer la competència del Comitè de Drets Econòmics, Socials i Culturals per examinar les queixes de persones.
El Protocol facultatiu va ser adoptat per l'Assemblea General de les Nacions Unides el 10 de desembre de 2008 Va començar a rebre signatures el 24 de setembre de 2009, i fins al juliol de 2023 ha estat signat per 46 parts i ratificat per 27. Després d'haver superat el llindar de ratificacions requerides, va entrar en vigor el 5 de maig de 2013.

## Comitè de Drets Econòmics, Socials i Culturals
El Comitè de Drets Econòmics, Socials i Culturals és un òrgan d'experts en drets humans encarregat de supervisar l'aplicació del Pacte. Està format per 18 experts independents en drets humans, elegits per a mandats de quatre anys, amb la meitat dels membres escollits cada dos anys.
A diferència d'altres òrgans de vigilància dels drets humans, el comitè no va ser establert pel tractat que supervisa. Més aviat, va ser establert pel Consell Econòmic i Social arran del fracàs de dos òrgans de seguiment anteriors.
Tots els estats que en formen part han de presentar informes periòdics al Comitè on es descriuen les mesures legislatives, judicials, polítiques i altres que han pres per implementar els drets afirmats en el Pacte. El primer informe s'ha de presentar en un termini de dos anys des de la ratificació del Pacte; a partir d'aleshores, els informes s'han de presentar cada cinc anys. El Comitè examina cada informe i adreça les seves preocupacions i recomanacions a l'Estat part en forma d'"observacions finals".
El Comitè es reuneix normalment cada maig i novembre a Ginebra.

## Estats partidaris
Els estats que formen part del pacte són els següents:
| Estat                            | Data de la signatura | Data de la ratificació o adhesió | Notes |
| -------------------------------- | -------------------- | -------------------------------- | --- |
| Afganistan                       |                      | 24 gener 1983                    | |
| Albània                          |                      | 4 octubre 1991                   | |
| Algèria                          | 10 desembre 1968     | 12 setembre 1989                 | |
| Angola                           |                      | 10 gener 1992                    | |
| Antigua i Barbuda                |                      | 3 juliol 2019                    | |
| Argentina                        | 19 febrer 1968       | 8 agost 1986                     | |
| Armènia                          |                      | 13 setembre 1993                 | |
| Austràlia                        | 18 desembre 1972     | 10 desembre 1975                 | |
| Àustria                          | 10 desembre 1973     | 10 setembre 1978                 | |
| Azerbaidjan                      |                      | 13 agost 1992                    | |
| Bahames                          | 4 desembre 2008      | 23 desembre 2008                 | |
| Bahrain                          |                      | 27 setembre 2007                 | |
| Bangladesh                       |                      | 5 octubre 1998                   | |
| Barbados                         |                      | 5 gener 1973                     | |
| Belarús                          | 19 març 1968         | 12 novembre 1973                 | Signat i ratificat com a República Socialista Soviètica de Belarús.                                                                                    |
| Bèlgica                          | 10 desembre 1968     | 21 abril 1983                    | |
| Belize                           | 6 setembre 2000      | 9 març 2015                      | |
| Benin                            |                      | 12 març 1992                     | |
| Bolívia                          |                      | 12 agost 1982                    | |
| Bòsnia i Hercegovina             |                      | 1 setembre 1993                  | Yugoslavia va signar el conveni el 8 d'agost del 1967 i el va ratificar el 2 de juny del 1971.                                                         |
| Brasil                           |                      | 24 gener 1992                    | |
| Bulgària                         | 8 octubre 1968       | 21 setembre 1970                 | |
| Burkina Faso                     |                      | 4 gener 1999                     | |
| Burundi                          |                      | 9 maig 1990                      | |
| Cambodja                         | 17 octubre 1980      | 26 maig 1992                     | Democratic Kampuchea va signar el conveni el 17 d'octubre del 1980                                                                                     |
| Camerun                          |                      | 27 juny 1984                     | |
| Canada                           |                      | 19 maig 1976                     | |
| Cap Verd                         |                      | 6 agost 1993                     | |
| República Centreafricana         |                      | 8 maig 1981                      | |
| Txad                             |                      | 9 juny 1995                      | |
| Xile                             | 16 setembre 1969     | 10 febrer 1972                   | |
| China                            | 27 octubre 1997      | 27 març 2001                     | La República de la Xina el va signar el 5 d'octubre del 1967                                                                                           |
| Colòmbia                         | 21 desembre 1966     | 29 octubre 1969                  | |
| Comores                          | 25 setembre 2008     |                                  | |
| República del Congo              |                      | 5 octubre 1983                   | |
| Costa Rica                       | 19 desembre 1966     | 29 novembre 1968                 | |
| Costa d'Ivori                    |                      | 26 març 1992                     | |
| Croàcia                          |                      | 12 octubre 1992                  | Iugoslàvia va signar el conveni el 8 d'agost del 1967 i el va ratificar el 2 de juny del 1971.                                                         |
| Cuba                             | 28 febrer 2008       |                                  | |
| Xipre                            | 9 gener 1967         | 2 abril 1969                     | |
| Txèquia                          |                      | 22 febrer 1993                   | Czechoslovakia va signar el conveni el 7 d'octubre del 1968 i el va ratificar el 23 de desembre del 1975.                                              |
| Corea del Nord                   |                      | 14 setembre 1981                 | |
| República Democràtica del Congo  |                      | 1 novembre 1976                  | |
| Dinamarca                        | 20 març 1968         | 6 gener 1972                     | |
| Djibouti                         |                      | 5 novembre 2002                  | |
| Dominica                         |                      | 17 juny 1993                     | |
| República Dominicana             |                      | 4 gener 1978                     | |
| Equador                          | 29 setembre 1967     | 6 març 1969                      | |
| Egipte                           | 4 agost 1967         | 14 gener 1982                    | |
| El Salvador                      | 21 setembre 1967     | 30 novembre 1979                 | |
| Guinea Equatorial                |                      | 25 setembre 1987                 | |
| Eritrea                          |                      | 17 abril 2001                    | |
| Estònia                          |                      | 21 octubre 1991                  | |
| Etiòpia                          |                      | 11 juny 1993                     | |
| Finlàndia                        | 11 octubre 1967      | 19 agost 1975                    | |
| Fiji                             |                      | 16 agost 2018                    | |
| França                           |                      | 4 novembre 1980                  | |
| Gabon                            |                      | 21 gener 1983                    | |
| Gàmbia                           |                      | 29 desembre 1978                 | |
| Geòrgia                          |                      | 3 maig 1994                      | |
| Alemanya                         | 9 octubre 1968       | 17 desembre 1973                 | La República Democràtica Alemanya va signar i ratificar la convenció amb reserves el 27 de març del 1973 i el 8 de novembre del 1973                   |
| Ghana                            | 7 setembre 2000      | 7 setembre 2000                  | |
| Grècia                           |                      | 16 maig 1985                     | |
| Grenada                          |                      | 6 setembre 1991                  | |
| Guatemala                        |                      | 19 maig 1988                     | |
| Guinea                           | 28 febrer 1967       | 24 gener 1978                    | |
| Guinea Bissau                    |                      | 2 juliol 1992                    | |
| Guyana                           | 22 agost 1968        | 15 febrer 1977                   | |
| Haití                            |                      | 8 octubre 2013                   | |
| Hondures                         | 19 desembre 1966     | 17 febrer 1981                   | |
| Hongria                          | 25 març 1969         | 17 gener 1974                    | |
| Islàndia                         | 30 desembre 1968     | 22 agost 1979                    | |
| Índia                            |                      | 10 abril 1979                    | |
| Indonèsia                        |                      | 23 febrer 2006                   | |
| Iran                             | 4 abril 1968         | 24 juny 1975                     | |
| Iraq                             | 18 febrer 1969       | 25 gener 1971                    | |
| Irlanda                          | 1 octubre 1973       | 8 desembre 1989                  | |
| Israel                           | 19 desembre 1966     | 3 octubre 1991                   | |
| Itàlia                           | 18 gener 1967        | 15 setembre 1978                 | |
| Jamaica                          | 19 desembre 1966     | 3 octubre 1975                   | |
| Japó                             | 30 maig 1978         | 21 juny 1979                     | |
| Jordània                         | 30 juny 1972         | 28 maig 1975                     | |
| Kazakhstan                       | 2 desembre 2003      | 24 gener 2006                    | |
| Kenya                            |                      | 1 maig 1972                      | |
| Kuwait                           |                      | 21 maig 1996                     | |
| Kirguizstan                      |                      | 7 octubre 1994                   | |
| Laos                             | 7 desembre 2000      | 13 febrer 2007                   | |
| Letònia                          |                      | 14 abril 1992                    | |
| Líban                            |                      | 3 novembre 1972                  | |
| Lesotho                          |                      | 9 setembre 1992                  | |
| Libèria                          | 18 abril 1967        | 22 setembre 2004                 | |
| Líbia                            |                      | 15 maig 1970                     | |
| Liechtenstein                    |                      | 10 desembre 1998                 | |
| Lituània                         |                      | 20 novembre 1991                 | |
| Luxemburg                        | 26 novembre 1974     | 18 agost 1983                    | |
| Madagascar                       | 14 abril 1970        | 22 setembre 1971                 | |
| Malawi                           |                      | 22 desembre 1993                 | |
| Maldives                         |                      | 19 setembre 2006                 | |
| Mali                             |                      | 16 juliol 1974                   | |
| Malta                            | 22 octubre 1968      | 13 setembre 1990                 | |
| Illes Marshall                   |                      | 12 març 2018                     | |
| Mauritània                       |                      | 17 novembre 2004                 | |
| Maurici                          |                      | 12 desembre 1973                 | |
| Mexico                           |                      | 23 març 1981                     | |
| Mònaco                           | 26 juny 1997         | 28 agost 1997                    | |
| Mongòlia                         | 5 juny 1968          | 18 novembre 1974                 | |
| Montenegro                       |                      | 23 octubre 2006                  | |
| Marroc                           | 19 gener 1977        | 3 maig 1979                      | |
| Myanmar                          | 16 juliol 2015       | 6 octubre 2017                   | |
| Namíbia                          |                      | 28 novembre 1994                 | |
| Nepal                            |                      | 14 maig 1991                     | |
| Països Baixos                    | 25 juny 1969         | 11 desembre 1978                 | |
| Nova Zelanda                     | 12 novembre 1968     | 28 desembre 1978                 | |
| Nicaragua                        |                      | 12 març 1980                     | |
| Níger                            |                      | 7 març 1986                      | |
| Nigèria                          |                      | 29 juliol 1993                   | |
| Macedònia del Nord               |                      | 18 gener 1994                    | Iugoslàvia va signar el conveni el 8 d'agost del 1967 i el va ratificar el 2 de juny del 1971.                                                         |
| Noruega                          | 20 març 1968         | 13 setembre 1972                 | |
| Pakistan                         | 3 novembre 2004      | 17 abril 2008                    | |
| República de Palau               | 20 setembre 2011     |                                  | |
| Estat de Palestina               |                      | 2 abril 2014                     | |
| Panamà                           | 27 juliol 1976       | 8 març 1977                      | |
| Papua Nova Guinea                |                      | 21 juliol 2008                   | |
| Paraguai                         |                      | 10 juny 1992                     | |
| Perú                             | 11 agost 1977        | 28 abril 1978                    | |
| Filipines                        | 19 desembre 1966     | 7 juny 1974                      | |
| Polònia                          | 2 març 1967          | 18 març 1977                     | |
| Portugal                         | 7 octubre 1976       | 31 juliol 1978                   | |
| Qatar                            |                      | 21 maig 2018                     | |
| Corea del Sud                    |                      | 10 abril 1990                    | |
| República de Moldàvia            |                      | 26 gener 1993                    | |
| Romania                          | 27 juny 1968         | 9 desembre 1974                  | |
| Rússia                           | 18 març 1968         | 16 octubre 1973                  | Signat i ratificat per la Soviet Union. |
| Ruanda                           |                      | 16 abril 1975                    | |
| San Marino                       |                      | 18 octubre 1985                  | |
| São Tomé i Príncipe              | 31 octubre 1995      | 10 gener 2017                    | |
| Senegal                          | 6 juliol 1970        | 13 febrer 1978                   | |
| Sèrbia                           |                      | 12 març 2001                     | Iugoslàvia va signar el conveni el 8 d'agost de 1967 i el va ratificar el 2 de juny del 1971. La declaració del 2001 la va fer la Sèrbia i Montenegro. |
| Seychelles                       |                      | 5 maig 1992                      | |
| Sierra Leone                     |                      | 23 agost 1996                    | |
| Eslovàquia                       |                      | 28 maig 1993                     | Txecoslovàquia va signar el conveni el 7 d'octubre del 1968 i el va ratificar el 23 de desembre de 1975.                                               |
| Eslovènia                        |                      | 6 juliol 1992                    | Iugoslàvia va signar el conveni el 8 d'agost del 1967 i el va ratificar el 2 de juny del 1971.                                                         |
| Salomó                           |                      | 17 març 1982                     | |
| Somàlia                          |                      | 24 gener 1990                    | |
| Sud-àfrica                       | 3 octubre 1994       | 12 gener 2015                    | |
| Sudan del Sud                    |                      | 5 febrer 2024                    | |
| Espanya                          | 28 setembre 1976     | 27 abril 1977                    | |
| Sri Lanka                        |                      | 11 juny 1980                     | |
| Saint Vincent i les Grenadines   |                      | 9 novembre 1981                  | |
| Sudan                            |                      | 18 març 1986                     | |
| Surinam                          |                      | 28 desembre 1976                 | |
| Eswatini                         |                      | 26 març 2004                     | |
| Suècia                           | 29 setembre 1967     | 6 desembre 1971                  | |
| Suïssa                           |                      | 18 juny 1992                     | |
| Síria                            |                      | 21 abril 1969                    | |
| Tadjikistan                      |                      | 4 gener 1999                     | |
| Tailàndia                        |                      | 5 setembre 1999                  | |
| Timor Oriental                   |                      | 16 abril 2003                    | |
| Togo                             |                      | 24 maig 1984                     | |
| Trinitat i Tobago                |                      | 8 desembre 1978                  | |
| Tunísia                          | 30 abril 1968        | 18 març 1969                     | |
| Turquia                          | 15 agost 2000        | 23 setembre 2003                 | |
| Turkmenistan                     |                      | 1 maig 1997                      | |
| Uganda                           |                      | 21 gener 1987                    | |
| Ucraïna                          | 20 març 1968         | 12 novembre 1973                 | Signat i ratificat com a República Socialista Soviètica d'Ucraïna.                                                                                     |
| Gran Bretanya i Irlanda del Nord | 16 setembre 1968     | 20 maig 1976                     | |
| Tanzània                         |                      | 11 juny 1976                     | |
| Estats Units d'Amèrica           | 5 octubre 1977       |                                  | |
| Uruguai                          | 21 febrer 1967       | 1 abril 1970                     | |
| Uzbekistan                       |                      | 28 setembre 1995                 | |
| Veneçuela                        | 24 juny 1969         | 10 maig 1978                     | |
| Vietnam                          |                      | 24 setembre 1982                 | |
| Iemen                            |                      | 9 febrer 1987                    | Efectuat com a Iemen del Nord |
| Zàmbia                           |                      | 10 abril 1984                    | |
| Zimbàbue                         |                      | 13 maig 1991                     | |